# Љубав (филм из 2015)
Љубав је еротски драмски уметнички филм из 2015. године који је написао и режирао Гаспар Ное. Филм је означио Ноеов четврти редитељски подухват након паузе од пет година. Имао је своју премијеру на Филмском фестивалу у Кану 2015. и објављен је у 3Д. Филм је познат по својим несимулираним сценама секса.

## Радња
Марфи је студент америчке филмске школе, живи у Паризу. Имао је девојку Францускињу по имену Електра, са којом је излазио две године. Једног дана, Марфи и Електра су се срели и имали тројку без икаквих обавеза са другом женом, младом данском тинејџерком по имену Оми, као начин да додају мало узбуђења свом љубавном животу. Али касније, Марфи је имао секс са Оми иза Електриних леђа, услед чега је Оми остала трудна (кондом је пукао и она је против абортуса). Ова непланирана трудноћа прекинула је везу између Марфија и Електре и приморала Марфија да живи са Оми.
Кишног јутра 1. јануара, Електрина мајка, Нора, телефонира Марфија у малом стану у Паризу где он живи са Оми и њиховим 18-месечним сином Гаспаром. Нора пита Марфија да ли се чуо са Електром. Нора се није чула са њом три месеца; с обзиром на Електрине самоубилачке склоности, Нора је прилично забринута за њу. До краја дана, Марфи се присећа свог односа са Електром у низу фрагментираних, нелинеарних флешбекова. Ти флешбекови описују њихов први сусрет у Паризу; њихово брзо спајање; и њихови животи током наредне две године, који су испуњени злоупотребом дрога, грубим сексом и нежним тренуцима. Електрина локација и коначна судбина су остали неразјашњени.

## Производња
Љубав је деби на екрану две главне глумице филма, Мујок и Кристин. Ное их је упознао у клубу. Пронашао је Карла Глусмана за улогу Марфија преко заједничког пријатеља. Буџет филма је био приближно 2,6 милиона евра. Главно снимање је обављено у Паризу. Ное је рекао да је сценарио филма био дугачак седам страница.
У интервјуу пре објављивања, Ное је наговестио да ће филм имати експлицитно сексуални садржај. Тврдио је да би то „запалило момке и расплакало девојке“.
Филм је познат по својим несимулираним сценама секса. Према НПР-у, „отприлике половина љубави Гаспара Ноеа састоји се од сирових, несимулираних сексуалних чинова – представљених у 3Д, ништа мање“. У већини случајева, сцене секса такође нису биле кореографисане.